# ウェーサーカ祭
ウェーサーカ祭（ウエサク、ウエサカ、Vesak）は、仏教において行われる年に一度の祭りである。この祭りは東南アジアや香港・台湾などでも行われているが、大乗仏教（北伝仏教）の伝わった東アジアではウェーサーカ祭の代わりに灌仏会（佛誕、降誕会、仏生会、浴仏会、龍華会、釈迦誕生日）が行われる。
大乗仏教に伝わっているところによると、ウェーサーカ祭は、サンスクリット語でいう Vaiśākha（インド暦第二の月・ヴァイシャーカ）に該当する行事とされている。ミャンマーでは満月祭を意味する Ka-sone-la-pyae と呼ばれ、ミャンマーの暦で2月に当たる。
ウェーサーカ祭の正確な開催日は、その地域や宗派の採用する暦によって異なる。仏滅紀元を採用する上座部仏教では、満月の出る Uposatha の日（たいてい仏滅紀元の5月か6月）にウェーサーカ祭を行う。中国では、中国暦でいう4月の最初の満月の日にあたる。西洋のグレゴリオ暦では年ごとに異なるが、大体4月か5月に当てはまる。
ウェーサーカ祭が「釈迦の誕生日」と非公式に呼ばれることがあるのは、この祭りが釈迦の誕生・悟り（ニルヴァーナ、涅槃）・入滅（パリニルヴァーナ、般涅槃）の三大仏事に結びついているからである（日本の仏教では降誕会・成道会・涅槃会は別々に行われるが、南伝仏教ではこれらは同じ月の同じ日に起こったこととされる）。

## 国連ウェーサクの日祝祭
国際連合は、主な宗教の祝祭について、国際的に認知されるべき祝祭を公式に認定している。仏教のウェーサーカ祭は、1999年に認定された。それを受けて、国際的な仏教団体がウェーサーカ祭を祝うイベントを開催している。
日本語では「国連ウェーサクの日祝祭」と表記される。
タイの仏教界が主催し、全世界の仏教徒に呼びかける形をとっている。
途中、仏教国の持ち回りによる開催が画策され、2008年にはテストケースとしてベトナムが主催したが、共産国家での僧侶の扱いに多くの参加者が困惑、反発した。それを受けて、非公式ながらタイでウェーサク祝祭をやりなおす事態に陥り、内定していた次年度の中国開催も白紙となる。結局、タイでの永年開催の方向性で決着することになる。2010年は、開催場所はタイながら、共同主催者として日本の仏教界も名前を連ねている。

## 各国のウェーサーカ祭

### 各国語表記
- アッサム語: বুদ্ধ পূর্ণিমা (Buddho Purnima)
- ベンガル語: বুদ্ধ পূর্ণিমা (Buddho Purnima), বুদ্ধ জয়ন্তী (Buddho Joyonti)
- チベット語: ས་ག་ཟླ་བ་དུས་ཆེན (sa ga zla ba dus chen)
- セブアノ語: Adlaw sa Buddha
- ゾンカ語: སྟོན་པའི་དུས་ཆེན་༥ འཛོམས་ (Dhüchen Nga Zom)
- 英語: Vesak
- ヒンディー語: बुद्ध पूर्णिमा (Buddha Pūrṇimā),  बुद्ध जयन्ती (Buddha Jayantī), वैशाख पूर्णिमा (Vaisākh Pūrṇimā)
- インドネシア語: Hari Waisak, Hari Raya Waisak
- イロカノ語: Aldaw ni Buddha
- 日本語: 花祭り
- クメール語: វិសាខបូជា (Visak Bochea)
- カンナダ語: ಬುದ್ಧ ಪೌರ್ಣಮಿ (Buddha Pournami)
- 朝鮮語: 석가 탄신일（釋迦誕辰日、Seokka Tanshin-il）、부처님오신날
- ラーオ語: ວິສາຂະບູຊາ (Vixakha Bouxa)
- マラヤーラム語: വൈശാഖ പൗർണമി, ബുദ്ധ പൂർണിമ, ബുദ്ധ ജയന്തി
- モン語: တ္ၚဲကျာ်ဗုဒ္ဓ ဗပေၚ်ပသာ်
- モンゴル語: Бурхан Багшийн Их Дүйчин Өдөр、ᠪᠤᠷᠬᠠᠨ
ᠪᠠᠭᠰᠢ ᠶ᠋ᠢᠨ
ᠶᠡᠬᠡ
ᠳᠦᠢᠴᠡᠩ
ᠡᠳᠦᠷ、(Burkhan Bagshiin Ikh Düichinn Ödör))
- マラーティー語: बुद्ध पौर्णिमा (Buddha Pournima)
- マレー語: Hari Wesak（هاري ويسک）、Hari Vesak（シンガポールにおける表記）
- ビルマ語: ကဆုန်လပြည့် ဗုဒ္ဓနေ့ (Kasonelapyany Buddhanae)
- ネパール語: बुद्ध पुर्णिमा (Buddha Purnima), बुद्ध जयन्ति (Buddha Jayanti)
- ネパール・バサ語: स्वांया पुन्हि (Swānyā Punhi)
- オリヤー語: ବୁଦ୍ଧ ପୂର୍ଣ୍ଣିମା (Buddha Purnimā)
- ロシア語: День рождения Гаутамы Будды (Den' rozhdeniya Gautamy Buddy)
- シンハラ語: වෙසක් (Vesak, වෛශාක්‍ය (Vaishakya)
- タミル語: விசாகத் திருநாள் (Vicākat Tirunāḷ)
- テルグ語: బుద్ధ పౌర్ణమి (Buddha Pournami、వైశాఖ పౌర్ణమి (Vaisakha Pournami)
- タイ語: วิสาขบูชา (RTGS: Wisakhabucha)
- タガログ語: Araw ni Bisyak, Araw ni Buddha, Kaarawan ni Buddha (Buddha's Birthday)
- ベトナム語: Lễ Phật Đản（禮佛誕）、Ngày hội hoa Phật
- 中国語: 佛陀誕辰紀念日、佛誕、浴佛節、衛塞節、偉大的衛塞節花節偉大的滿月

### 日本のウェーサーカ祭
または花祭（灌仏会,降誕会,仏生会,浴仏会,龍華会,花会式とも）は、国民の休日になっていない。
これは釈迦の誕生日に龍が空からあらわれてソーマを注いだという故事からきており、中国暦でいう4月8日に行事が行われることになっているが、明治政府が暦を変更したため、今ではその暦の4月8日（中国暦より1カ月早い）に祝うことになっている。
愛知県では、愛知県ウエサカ鑽仰会が「ウエサカ祭」を主催している。
県内の仏教系高等学校（愛知高等学校、東海学園高等学校、東海高等学校、同朋高等学校、豊川高等学校、豊田大谷高等学校、名古屋大谷高等学校）に通う高校生が、名古屋市にある覚王山日泰寺に集い、釈迦の遺徳を讃えている。

### 画像

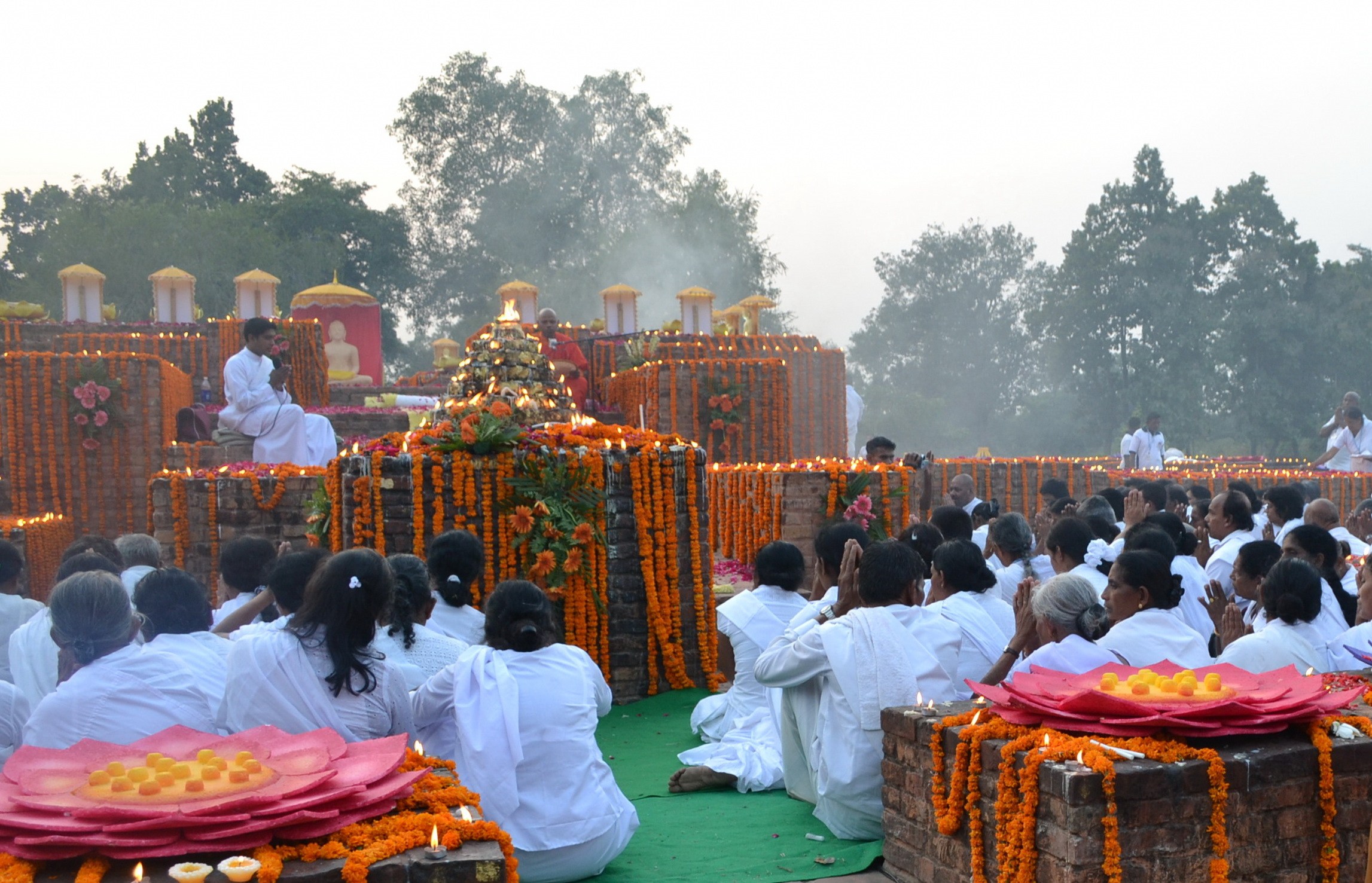
インド
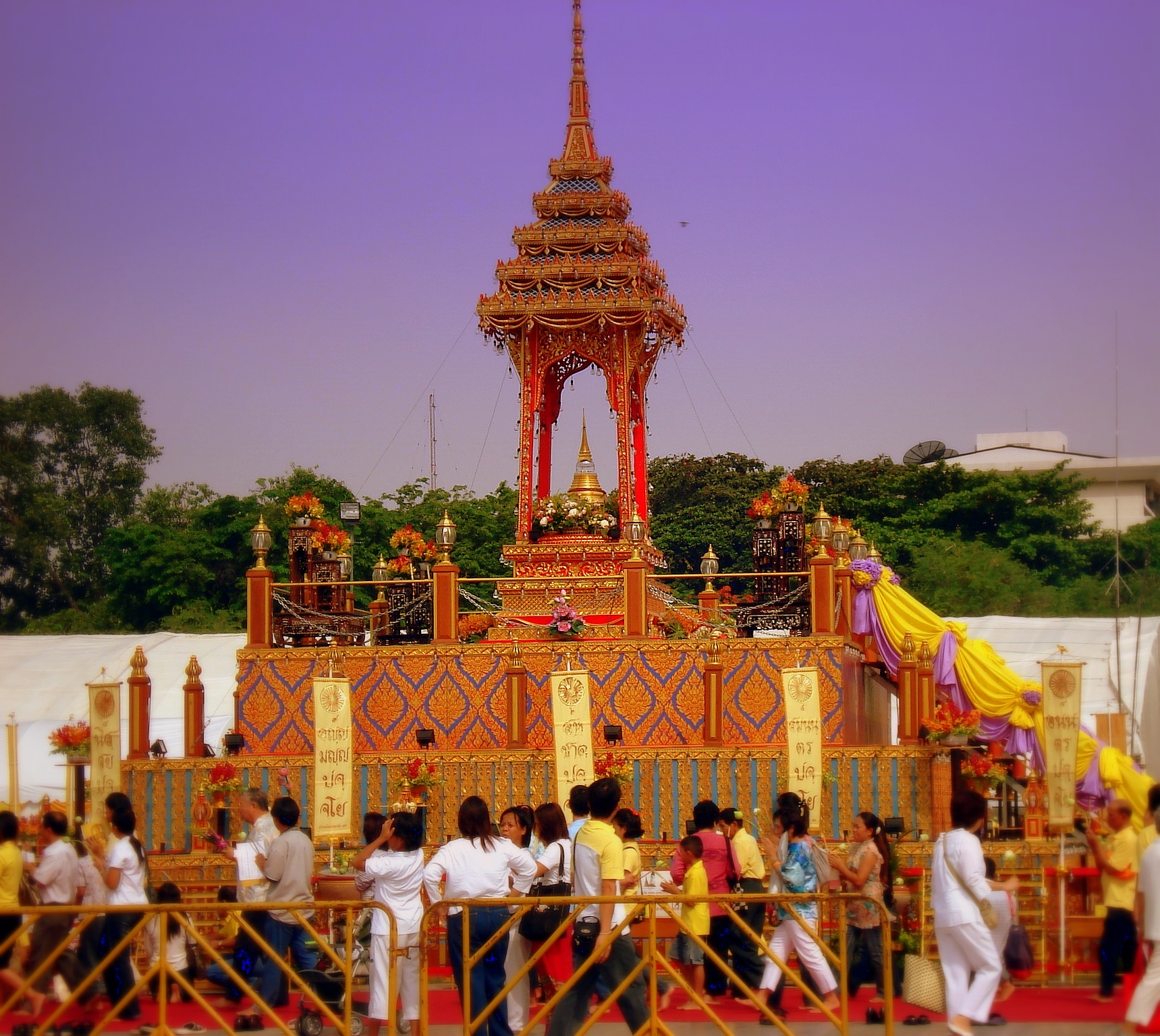
タイ王国
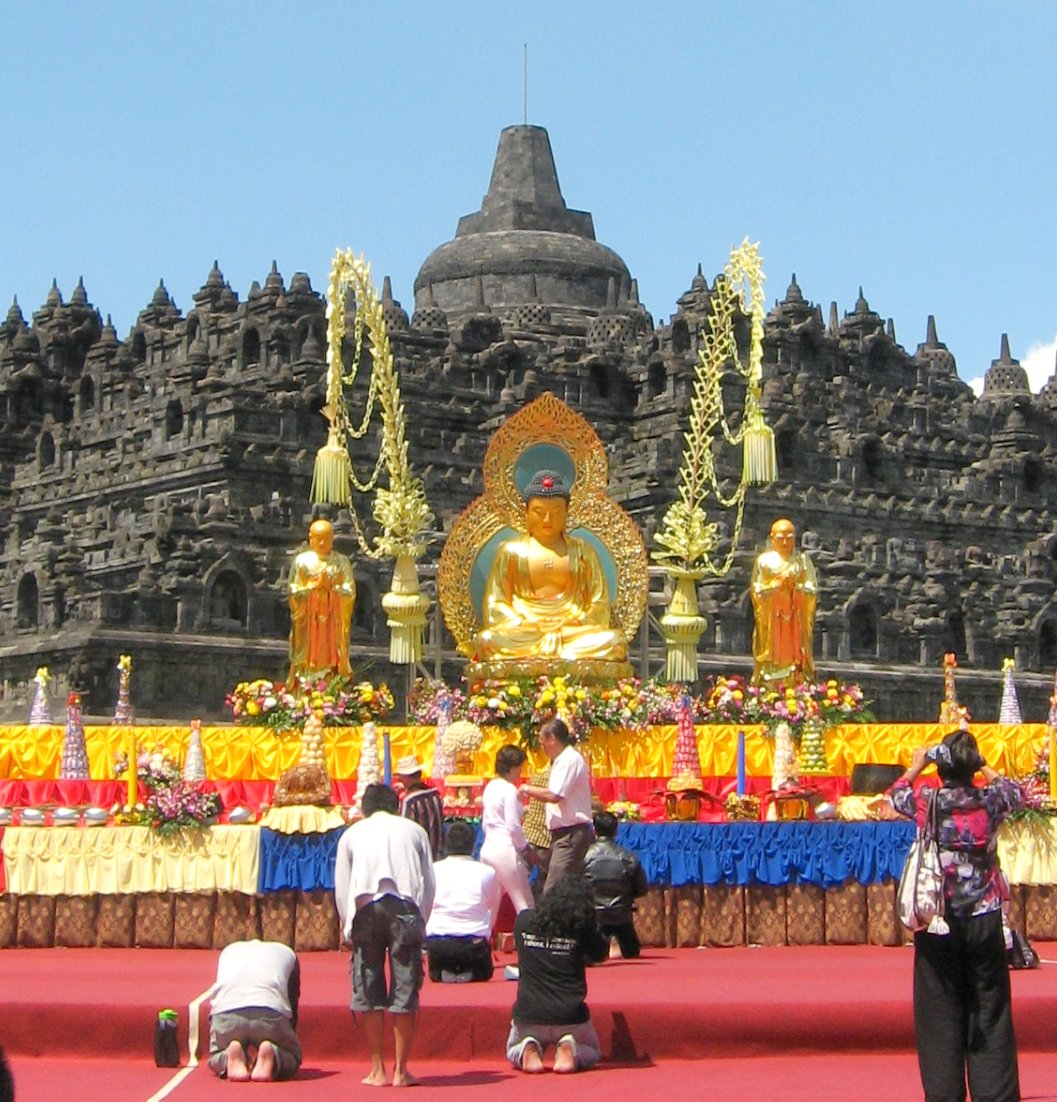
インドネシア
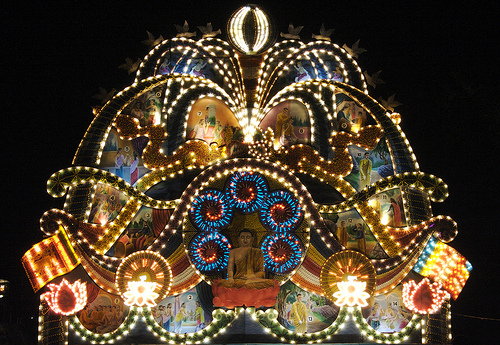
スリランカ
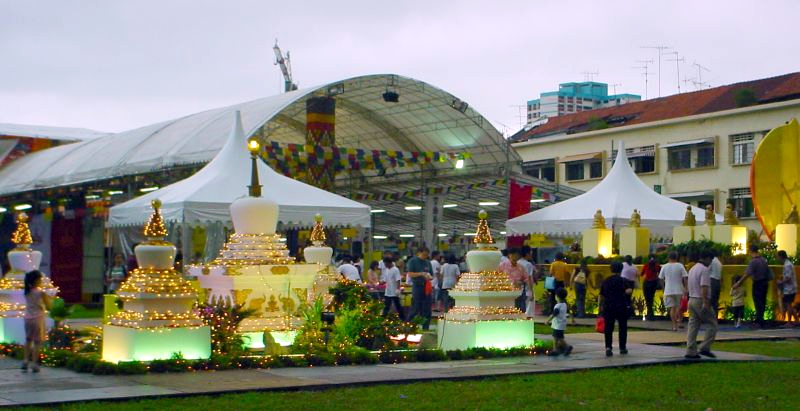
シンガポール